# Rally di Cipro 2001
Il Rally di Cipro 2001, ufficialmente denominato 29th Cyprus Rally, è stata la sesta prova del campionato del mondo rally 2001 nonché la ventinovesima edizione del Rally di Cipro e la seconda con valenza mondiale.

## Riepilogo
La manifestazione si è svolta dal 1º al 3 giugno sui tortuosi e ruvidi sterrati che attraversano la catena montuosa dei Troodos, situata nella parte sud-occidentale dell'isola mediterranea, e lungo la costa attorno alla città di Limassol, base designata per il rally, mentre i due parchi assistenza per i concorrenti vennero allestiti a Pafo, all'estremità sud-occidentale della costa cipriota, e nella stessa Limassol.
L'evento è stato vinto dal britannico Colin McRae, navigato dal connazionale Nicky Grist, al volante di una Ford Focus RS WRC 01 della squadra Ford Motor Co. Ltd., davanti alla coppia formata dai connazionali Richard Burns e Robert Reid, su Subaru Impreza WRC2001 della scuderia Subaru World Rally Team, e all'equipaggio spagnolo composto da Carlos Sainz e Luis Moya, compagni di squadra dei vincitori. Si è pertanto ripetuto lo stesso podio avutosi in occasione del Rally d'Argentina, tappa mondiale che ha immediatamente preceduto quella cipriota.
L'uruguaiano Gustavo Trelles e l'argentino Jorge del Buono, su Mitsubishi Lancer Evo VI, hanno invece conquistato la vittoria nella Coppa FIA piloti gruppo N.

## Dati della prova
| Denominazione ufficiale             | Cyprus Rally                                                                  |
| Edizione N°                         | 29                                                                            |
| Tappa N°                            | 6 di 14                                                                       |
| Data manifestazione                 | da venerdì 01/06/2001 a domenica 03/06/2001                                   |
| Sede ospitante                      | Limassol (distretto di Limassol, Cipro)                                       |
| Sede parco assistenza               | Prima frazione: Pafo (distretto di Pafo). Seconda e terza frazione: Limassol. |
| Superficie                          | Terra                                                                         |
| Iscritti                            | 79                                                                            |
| Partiti                             | 77                                                                            |
| Arrivati                            | 30 (39%)                                                                      |
| Prove speciali                      | 22                                                                            |
| Prova più breve                     | 7,07 km (PS18 e PS22: Mari)                                                   |
| Prova più lunga                     | 35,57 km (PS3: Simou)                                                         |
| Prova più lenta                     | velocità media di 55,88 km/h (PS8: Stavroulia 1)                              |
| Prova più veloce                    | velocità media di 99,49 km/h (PS5: Prastio)                                   |
| Lunghezza prove speciali            | 341,38 km (27,3% della distanza totale)                                       |
| Lunghezza complessiva trasferimenti | 911,13 km                                                                     |
| Distanza totale                     | 1252,51 km                                                                    |
| Media oraria del vincitore          | velocità media di 66,6 km/h (341,38 km in 5h07'32"7)                          |

## Itinerario
| Frazione 1 (1º giu) | PS1    | 08:48  | Platres                      | 11,48 km | 137,98 km |  |  |
| Frazione 1 (1º giu) | PS2    | 09:23  | Foini 1                      | 30,29 km | 137,98 km |  |  |
| Frazione 1 (1º giu) |        | 10:33  | Assistenza – Pafo (20 m)     | –        | 137,98 km |  |  |
| Frazione 1 (1º giu) | PS3    | 11:31  | Simou                        | 35,57 km | 137,98 km |  |  |
| Frazione 1 (1º giu) | PS4    | 12:39  | Selladi Staktou              | 19,29 km | 137,98 km |  |  |
| Frazione 1 (1º giu) |        | 14:19  | Assistenza – Pafo (20 m)     | –        | 137,98 km |  |  |
| Frazione 1 (1º giu) | PS5    | 15:32  | Prastio                      | 11,06 km | 137,98 km |  |  |
| Frazione 1 (1º giu) | PS6    | 16:15  | Foini 2                      | 30,29 km | 137,98 km |  |  |
| Frazione 1 (1º giu) |        | 17:25  | Assistenza – Pafo (45 m)     | –        | 137,98 km |  |  |
|                     |        |        |                              |          |           |  |  |
| Frazione 2 (2 giu)  |        | 08:03  | Assistenza – Limassol (20 m) | –        | 105,96 km |  |  |
| Frazione 2 (2 giu)  | PS7    | 09:18  | Platres 1                    | 11,99 km | 105,96 km |  |  |
| Frazione 2 (2 giu)  | PS8    | 15:08  | Stavroulia 1                 | 15,73 km | 105,96 km |  |  |
| Frazione 2 (2 giu)  | PS9    | 10:39  | Agios Theodoros 1            | 9,61 km  | 105,96 km |  |  |
| Frazione 2 (2 giu)  | PS10   | 11:07  | Asinou 1                     | 15,65 km | 105,96 km |  |  |
| Frazione 2 (2 giu)  |        | 13:07  | Assistenza – Limassol (20 m) | –        | 105,96 km |  |  |
| Frazione 2 (2 giu)  | PS11   | 14:22  | Platres 2                    | 11,99 km | 105,96 km |  |  |
| Frazione 2 (2 giu)  | PS12   | 15:00  | Stavroulia 2                 | 15,73 km | 105,96 km |  |  |
| Frazione 2 (2 giu)  | PS13   | 15:43  | Agios Theodoros 2            | 9,61 km  | 105,96 km |  |  |
| Frazione 2 (2 giu)  | PS14   | 16:11  | Asinou 2                     | 15,65 km | 105,96 km |  |  |
| Frazione 2 (2 giu)  |        | 17:51  | Assistenza – Limassol (45 m) | –        | 105,96 km |  |  |
|                     |        |        |                              |          |           |  |  |
| Frazione 3 (3 giu)  |        | 08:03  | Assistenza – Limassol (20 m) | –        | 97,44 km  |  |  |
| Frazione 3 (3 giu)  | PS15   | 09:38  | Vavatsinia 1                 | 19,02 km | 97,44 km  |  |  |
| Frazione 3 (3 giu)  | PS16   | 10:26  | Macheras 1                   | 13,09 km | 97,44 km  |  |  |
| Frazione 3 (3 giu)  | PS17   | 11:09  | Lageia 1                     | 9,53 km  | 97,44 km  |  |  |
| Frazione 3 (3 giu)  | PS18   | 11:36  | Mari 1                       | 7,07 km  | 97,44 km  |  |  |
| Frazione 3 (3 giu)  |        | 12:41  | Assistenza – Limassol (20 m) | –        | 97,44 km  |  |  |
| Frazione 3 (3 giu)  | PS19   | 14:16  | Vavatsinia 2                 | 19,02 km | 97,44 km  |  |  |
| Frazione 3 (3 giu)  | PS20   | 15:04  | Macheras 2                   | 13,09 km | 97,44 km  |  |  |
| Frazione 3 (3 giu)  | PS21   | 15:47  | Lageia 2                     | 9,53 km  | 97,44 km  |  |  |
| Frazione 3 (3 giu)  | PS22   | 16:14  | Mari 2                       | 7,07 km  | 97,44 km  |  |  |
| Frazione 3 (3 giu)  |        | 16:59  | Assistenza – Limassol (20 m) | –        | 97,44 km  |  |  |
| Totale              | Totale | Totale | Totale                       | Totale   | 341,38 km |  |  |

## Risultati

### Classifica
| Pos.                      | Nº       | Pilota                | Copilota          | Auto                          | Squadra                      | Classe     | Tempo     | Distacco | Punti    |
| Generale                  | Generale | Generale              | Generale          | Generale                      | Generale                     | Generale   | Generale  | Generale | Generale |
| ------------------------- | -------- | --------------------- | ----------------- | ----------------------------- | ---------------------------- | ---------- | --------- | -------- | -------- |
| 1.                        | 4        | Colin McRae           | Nicky Grist       | Ford Focus RS WRC 01          | Ford Motor Co. Ltd.          | WRC        | 5h07'32"7 | –        | 10       |
| 2.                        | 5        | Richard Burns         | Robert Reid       | Subaru Impreza WRC2001        | Subaru World Rally Team      | WRC        | 5h07'49"1 | +16"4    | 6        |
| 3.                        | 3        | Carlos Sainz          | Luis Moya         | Ford Focus RS WRC 01          | Ford Motor Co. Ltd.          | WRC        | 5h07'59"2 | +26"5    | 4        |
| 4.                        | 18       | Toshihiro Arai        | Glenn Macneall    | Subaru Impreza WRC2001        | Subaru World Rally Team      | WRC        | 5h13'11"0 | +5'38"3  | 3        |
| 5.                        | 8        | Freddy Loix           | Sven Smeets       | Mitsubishi Carisma GT Evo 6.5 | Marlboro Mitsubishi Ralliart | WRC        | 5h13'42"9 | +6'10"2  | 2        |
| 6.                        | 26       | Pasi Hagström         | Tero Gardemeister | Toyota Corolla WRC            | Toyota Castrol Finland       | WRC        | 5h17'05"2 | +9'32"5  | 1        |
| 7.                        | 10       | Alister McRae         | David Senior      | Hyundai Accent WRC2           | Hyundai Castrol WRT          | WRC        | 5h18'08"3 | +10'35"6 | -        |
| 8.                        | 12       | Bruno Thiry           | Stéphane Prévot   | Škoda Octavia WRC Evo2        | Škoda Motorsport             | WRC        | 5h19'10"7 | +11'38"0 | -        |
| 9.                        | 11       | Armin Schwarz         | Manfred Hiemer    | Škoda Octavia WRC Evo2        | Škoda Motorsport             | WRC        | 5h20'20"8 | +12'48"1 | -        |
| 10.                       | 28       | Abdullah Bakhashab    | Bobby Willis      | Toyota Corolla WRC            | Toyota Team Saudi Arabia     | WRC        | 5h29'44"8 | +22'12"1 | -        |
| Coppa FIA piloti gruppo N |          |                       |                   |                               |                              |            |           |          |          |
| 1. (11.)                  | 29       | Gustavo Trelles       | Jorge del Buono   | Mitsubishi Lancer Evo VI      | -                            | N4 / Gr. N | 5h34'44"0 | –        | 10       |
| 2. (12.)                  | 30       | Manfred Stohl         | Peter Müller      | Mitsubishi Lancer Evo VI      | -                            | N4 / Gr. N | 5h38'38"7 | +3'54"7  | 6        |
| 3. (13.)                  | 33       | Gabriel Pozzo         | Daniel Stillo     | Mitsubishi Lancer Evo VI      | Top Run                      | N4 / Gr. N | 5h43'31"7 | +8'47"7  | 4        |
| 4. (14.)                  | 59       | Alistair Ginley       | John Bennie       | Mitsubishi Lancer Evo VI      | -                            | N4 / Gr. N | 5h52'55"1 | +18'11"1 | 3        |
| 5. (15.)                  | 48       | Nicholas Mandrides    | Yiannis Ioannou   | Mitsubishi Lancer Evo VI      | -                            | N4 / Gr. N | 5h55'43"6 | +20'59"6 | 2        |
| 6. (16.)                  | 53       | Charalambos Timotheou | Savvas Laos       | Subaru Impreza WRX            | -                            | N4 / Gr. N | 5h56'27"0 | +21'43"0 | 1        |

| Principali ritiri | Principali ritiri | Principali ritiri | Principali ritiri  | Principali ritiri         | Principali ritiri            | Principali ritiri | Principali ritiri           | Principali ritiri |
| PS                | Nº                | Pilota            | Copilota           | Auto                      | Squadra                      | Classe            | Causa                       | Pos. rit.         |
| ----------------- | ----------------- | ----------------- | ------------------ | ------------------------- | ---------------------------- | ----------------- | --------------------------- | ----------------- |
| PS 2              | 16                | Harri Rovanperä   | Risto Pietiläinen  | Peugeot 206 WRC (2001)    | Peugeot Total                | WRC               | Sospensione                 | 11º               |
| PS 4              | 7                 | Tommi Mäkinen     | Risto Mannisenmäki | Mitsubishi Lancer Evo 6.5 | Marlboro Mitsubishi Ralliart | WRC               | Incidente                   | 11º               |
| PS 4              | 19                | Katsuhiko Taguchi | Derek Ringer       | Mitsubishi Lancer Evo 6.5 | Marlboro Mitsubishi Ralliart | WRC               | Sospensione                 | 18º               |
| PS 4              | 21                | Gilles Panizzi    | Hervé Panizzi      | Peugeot 206 WRC (2001)    | H.F. Grifone SRL             | WRC               | Forature                    | 8º                |
| PS 6              | 6                 | Petter Solberg    | Phil Mills         | Subaru Impreza WRC2001    | Subaru World Rally Team      | WRC               | Incendio                    | 6º                |
| PS 6              | 20                | Piero Liatti      | Carlo Cassina      | Hyundai Accent WRC2       | Hyundai Castrol WRT          | WRC               | Motore                      | 10º               |
| PS 9              | 9                 | Kenneth Eriksson  | Staffan Parmander  | Hyundai Accent WRC2       | Hyundai Castrol WRT          | WRC               | Alternatore                 | 9º                |
| PS 10             | 2                 | Didier Auriol     | Denis Giraudet     | Peugeot 206 WRC (2001)    | Peugeot Total                | WRC               | Surriscaldamento del motore | 6º                |
| PS 12             | 17                | François Delecour | Daniel Grataloup   | Ford Focus RS WRC 01      | Ford Motor Co. Ltd.          | WRC               | Motore                      | 3º                |
| PS 18             | 1                 | Marcus Grönholm   | Timo Rautiainen    | Peugeot 206 WRC (2001)    | Peugeot Total                | WRC               | Pressione del carburante    | 3º                |

Legenda

Pos. = posizione; Nº = numero di gara; PS = prova speciale; Pos. rit. = posizione detenuta prima del ritiro.
| Icona | Classe                                                                                                 |
| ----- | --- |
| WRC   | Equipaggio di classe A8 (World Rally Car) che può conquistare punti per il campionato costruttori.     |
| WRC   | Equipaggio di classe A8 (World Rally Car) che non può conquistare punti per il campionato costruttori. |
| Gr. N | Equipaggio registrato alla Coppa FIA piloti gruppo N.                                                  |
| S1600 | Equipaggio registrato alla Coppa FIA piloti Super 1600.                                                |
| TC    | Equipaggio registrato alla Coppa FIA squadre (FIA Team Cup).                                           |
|       | Ulteriori classificazioni.                                                                             |

### Prove speciali
| Frazione            | Prova | Ora   | Nome              | Lunghezza | Vincitori                          | Tempo   | Velocità media | Leader del rally                |
| ------------------- | ----- | ----- | ----------------- | --------- | ---------------------------------- | ------- | -------------- | ------------------------------- |
| Frazione 1 (1º giu) | PS1   | 08:48 | Platres           | 11,48 km  | Petter Solberg Phil Mills          | 9'31"4  | 72,3 km/h      | Petter Solberg Phil Mills       |
| Frazione 1 (1º giu) | PS2   | 09:23 | Foini 1           | 30,29 km  | Marcus Grönholm Timo Rautiainen    | 27'51"0 | 65,3 km/h      | Marcus Grönholm Timo Rautiainen |
| Frazione 1 (1º giu) | PS3   | 11:31 | Simou             | 35,57 km  | Marcus Grönholm Timo Rautiainen    | 31'13"0 | 68,4 km/h      | Marcus Grönholm Timo Rautiainen |
| Frazione 1 (1º giu) | PS4   | 12:39 | Selladi Staktou   | 19,29 km  | Petter Solberg Phil Mills          | 16'37"6 | 69,6 km/h      | Marcus Grönholm Timo Rautiainen |
| Frazione 1 (1º giu) | PS5   | 15:32 | Prastio           | 11,06 km  | François Delecour Daniel Grataloup | 6'40"2  | 99,5 km/h      | Marcus Grönholm Timo Rautiainen |
| Frazione 1 (1º giu) | PS6   | 16:15 | Foini 2           | 30,29 km  | François Delecour Daniel Grataloup | 27'36"8 | 65,8 km/h      | Marcus Grönholm Timo Rautiainen |
|                     |       |       |                   |           |                                    |         |                |                                 |
| Frazione 2 (2 giu)  | PS7   | 09:18 | Platres 1         | 11,99 km  | Carlos Sainz Luis Moya             | 9'45"0  | 73,8 km/h      | Richard Burns Robert Reid       |
| Frazione 2 (2 giu)  | PS8   | 15:08 | Stavroulia 1      | 15,73 km  | Carlos Sainz Luis Moya             | 16'53"3 | 55,9 km/h      | Richard Burns Robert Reid       |
| Frazione 2 (2 giu)  | PS9   | 10:39 | Agios Theodoros 1 | 9,61 km   | Didier Auriol Denis Giraudet       | 9'29"8  | 60,7 km/h      | Richard Burns Robert Reid       |
| Frazione 2 (2 giu)  | PS10  | 11:07 | Asinou 1          | 15,65 km  | Carlos Sainz Luis Moya             | 14'51"8 | 63,2 km/h      | Richard Burns Robert Reid       |
| Frazione 2 (2 giu)  | PS11  | 14:22 | Platres 2         | 11,99 km  | Carlos Sainz Luis Moya             | 9'47"6  | 73,5 km/h      | Richard Burns Robert Reid       |
| Frazione 2 (2 giu)  | PS12  | 15:00 | Stavroulia 2      | 15,73 km  | Colin McRae Nicky Grist            | 16'44"3 | 56,4 km/h      | Colin McRae Nicky Grist         |
| Frazione 2 (2 giu)  | PS13  | 15:43 | Agios Theodoros 2 | 9,61 km   | Carlos Sainz Luis Moya             | 9'30"7  | 60,6 km/h      | Colin McRae Nicky Grist         |
| Frazione 2 (2 giu)  | PS14  | 16:11 | Asinou 2          | 15,65 km  | Carlos Sainz Luis Moya             | 14'48"2 | 63,4 km/h      | Richard Burns Robert Reid       |
|                     |       |       |                   |           |                                    |         |                | Richard Burns Robert Reid       |
| Frazione 3 (3 giu)  | PS15  | 09:38 | Vavatsinia 1      | 19,02 km  | Marcus Grönholm Timo Rautiainen    | 17'17"0 | 66,0 km/h      | Richard Burns Robert Reid       |
| Frazione 3 (3 giu)  | PS16  | 10:26 | Macheras 1        | 13,09 km  | Colin McRae Nicky Grist            | 11'41"2 | 67,2 km/h      | Colin McRae Nicky Grist         |
| Frazione 3 (3 giu)  | PS17  | 11:09 | Lageia 1          | 9,53 km   | Colin McRae Nicky Grist            | 8'37"3  | 66,3 km/h      | Colin McRae Nicky Grist         |
| Frazione 3 (3 giu)  | PS18  | 11:36 | Mari 1            | 7,07 km   | Richard Burns Robert Reid          | 4'36"1  | 92,2 km/h      | Colin McRae Nicky Grist         |
| Frazione 3 (3 giu)  | PS19  | 14:16 | Vavatsinia 2      | 19,02 km  | Colin McRae Nicky Grist            | 16'59"8 | 67,1 km/h      | Colin McRae Nicky Grist         |
| Frazione 3 (3 giu)  | PS20  | 15:04 | Macheras 2        | 13,09 km  | Carlos Sainz Luis Moya             | 11'36"0 | 67,8 km/h      | Colin McRae Nicky Grist         |
| Frazione 3 (3 giu)  | PS21  | 15:47 | Lageia 2          | 9,53 km   | Colin McRae Nicky Grist            | 8'37"5  | 66,3 km/h      | Colin McRae Nicky Grist         |
| Frazione 3 (3 giu)  | PS22  | 16:14 | Mari 2            | 7,07 km   | Richard Burns Robert Reid          | 4'35"5  | 92,4 km/h      | Colin McRae Nicky Grist         |

## Classifiche mondiali
Classifica piloti
| Pos. | Pos. | Pilota            | Punti |
| ---- | ---- | ----------------- | ----- |
| 1    |      | Tommi Mäkinen     | 27    |
| 2    |      | Carlos Sainz      | 26    |
| 3    | 1    | Colin McRae       | 20    |
| 4    | 3    | Richard Burns     | 15    |
| 5    | 2    | Didier Auriol     | 10    |
| 6    | 1    | Harri Rovanperä   | 10    |
| 7    |      | François Delecour | 9     |
| 8    | 3    | Freddy Loix       | 7     |
| 9    | 1    | Gilles Panizzi    | 6     |
| 10   | 1    | Thomas Rådström   | 6     |
| 11   | 1    | Toni Gardemeister | 5     |
| 12   |      | Marcus Grönholm   | 4     |
| 13   | N    | Toshihiro Arai    | 3     |
| 14   | 1    | Armin Schwarz     | 3     |
| 15   | 1    | Petter Solberg    | 3     |
| 16   | 1    | Alister McRae     | 1     |
| 17   | N    | Pasi Hagström     | 1     |

Classifica costruttori WRC
| Pos. | Pos. | Squadra                      | Punti |
| ---- | ---- | ---------------------------- | ----- |
| 1    | 1    | Ford Motor Co. Ltd.          | 50    |
| 2    | 1    | Marlboro Mitsubishi Ralliart | 44    |
| 3    | 1    | Subaru World Rally Team      | 22    |
| 4    | 1    | Peugeot Total                | 20    |
| 5    |      | Hyundai Castrol WRT          | 10    |
| 6    |      | Škoda Motorsport             | 7     |

Legenda: Pos.= Posizione;  N = In classifica per la prima volta.